# Dockanema
Dockanema est un festival de films documentaires organisé à Maputo, au Mozambique,,,. 

## Historique
La première édition du festival a eu lieu du 15 au 24 septembre 2006, en association avec EBANO Multimedia.